# Medaille voor Trouwe Krijgers
De Medaille voor Trouwe Krijgers (Duits: Medaille Treuen Kriegern) was een onderscheiding van het groothertogdom Saksen-Weimar-Eisenach dat na 1877 het groothertogdom Saksen werd.
De medaille werd op 4 december 1815 door groothertog Carl August van Saksen-Weimar-Eisenach ingesteld. In 1815 volgde een tweede uitgifte. De aanleiding was de overwinning van de Duitse staten op Napoleon I in de Duitse bevrijdingsoorlog. In 1813 werd Napoleon bij Leipzig verslagen. In 1815 volgde zijn nederlaag bij Waterloo. De Duitsers zagen de overwinning op hun "erfvijand" Frankrijk als een nationale hergeboorte. De opdracht "TREUEN KRIEGERN" op de voorzijde en het monogram op de keerzijde van de medaille, daar staat "CA", is dan ook in het oude Duitse Gotisch schrift aangebracht. Men verwierp in dit geval het als zuidelijke en Romeins geziene Latijnse schrift.
Toch werd niet vergeten dat ook de Rijnverbond opgenomen staat al sinds 1809 voortdurend in oorlog was, in de jaren 1809 tot 1813 als bondgenoot van Frankrijk. Ook de veteranen van deze napoleontische oorlogen werden onderscheiden.    
- De medaille uit 1815 is van geoxideerd koper
- De medaille uit 1817 is van zilver[1]

De medaille werd tot 1820 uitgereikt aan "militairen van alle rangen die tijdens de bevrijdingsoorlogen in het veld hadden gestaan en zich niet schuldig hadden gemaakt aan misdrijven". In de jaren tot 1827 werd de medaille ook als onderscheiding voor militaire verdienste uitgereikt.
Men droeg de medaille aan een lint op de linkerborst. In 1815 werd voor veteranen het ponceaurode lint van de Huisorde van de Witte Valk gebruikt. Latere medailles voor verdienste werden gedragen aan het 3,9 millimeter brede zwarte lint met goudgeel-groene bies dat tot 1918 in gebruik bleef voor de meeste van de groothertogelijke onderscheidingen.
De grof vormgegeven medaille heeft een diameter van 28,5 millimeter en weegt 8,5 gram. Het oog is aan de medaille gesoldeerd. Deze bevestiging is vrij slordig uitgevoerd en tussen de medailles bestaan grote verschillen, vooral in de lengte van de steel tussen oog en medaille. De medaille werd bij Loos in Berlijn geslagen, de stempelsnijder was Angelika Facius in Weimar